# Chernoréchenskaya
Chernoréchenskaya (del ruso: Чернорéчeнская) es una stanitsa del raión de Labinsk del krai de Krasnodar, en el sur de Rusia. Está situada en el borde septentrional del Gran Cáucaso, en la orilla izquierda del Bolshaya Labá, constituyente del río Labá, afluente del Kubán, frente a Gofítskoye, 48 km al sureste de Labinsk y 178 km al sureste de Krasnodar, la capital del krai. Tenía 506 habitantes en 2010.
Pertenece al municipio Ajmétovskoye.